# 14e Satellite Awards
De uitreiking van de 14e Satellite Awards, waarbij prijzen werden uitgereikt in verschillende categorieën voor film en televisie uit het jaar 2009, vond plaats in het InterContinental Hotel in Los Angeles op zondag 20 december 2009.

## Film

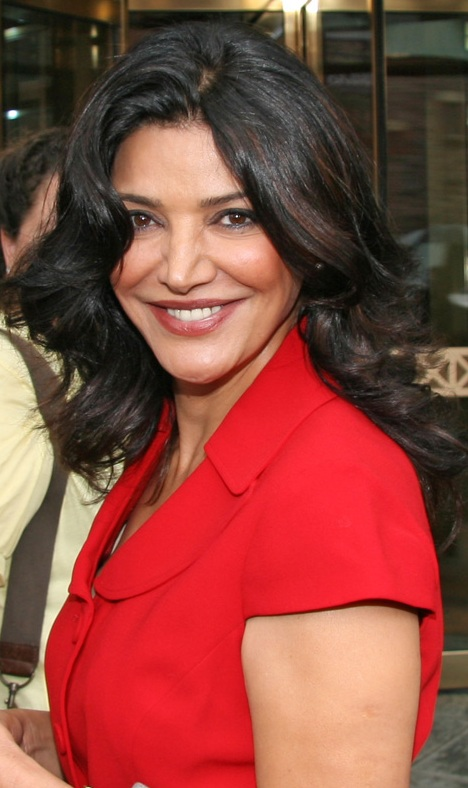
Shohreh Aghdashloo (The Stoning of Soraya M.), winnaar beste actrice in een dramafilm

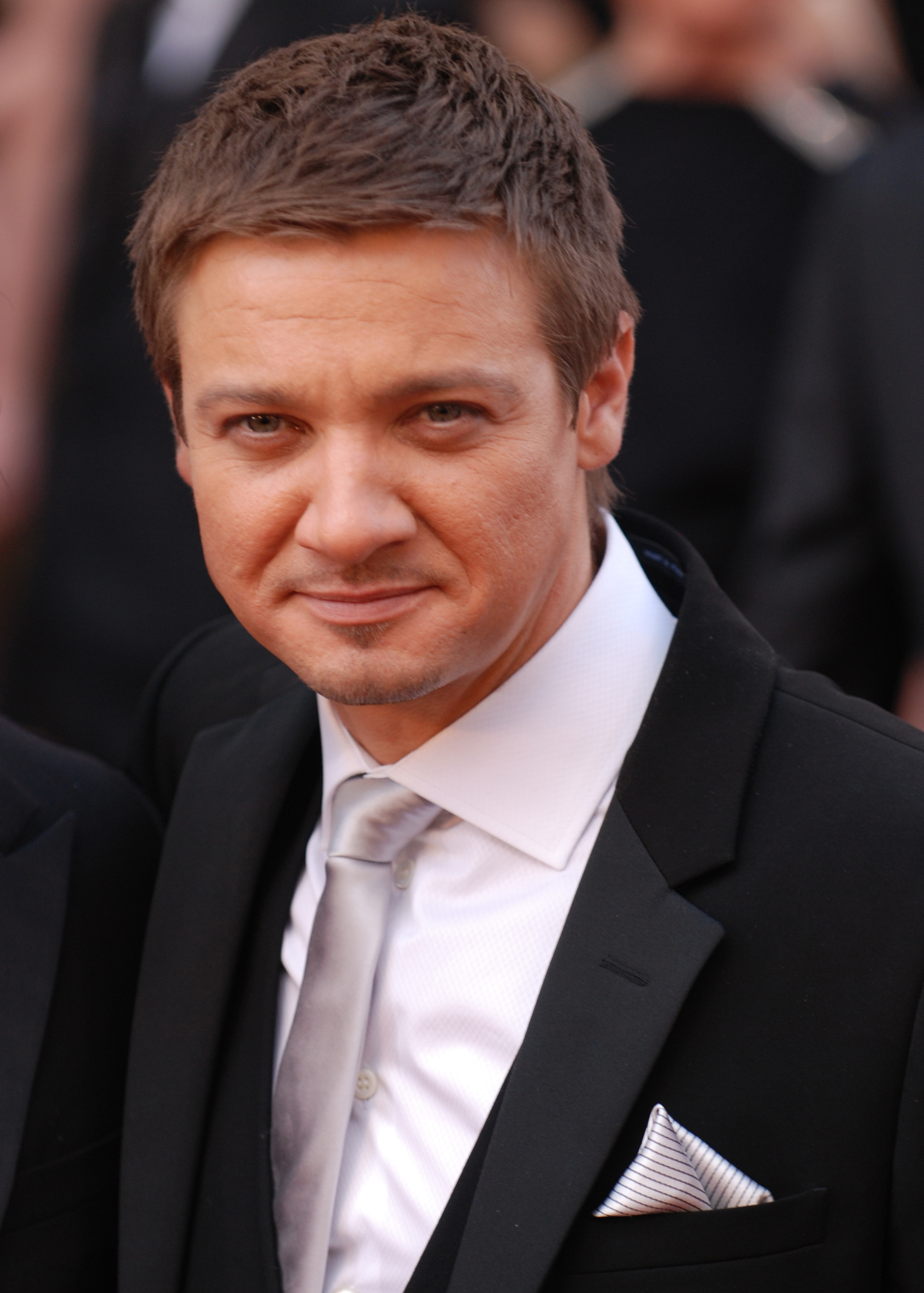
Jeremy Renner (The Hurt Locker), winnaar beste acteur in een dramafilm

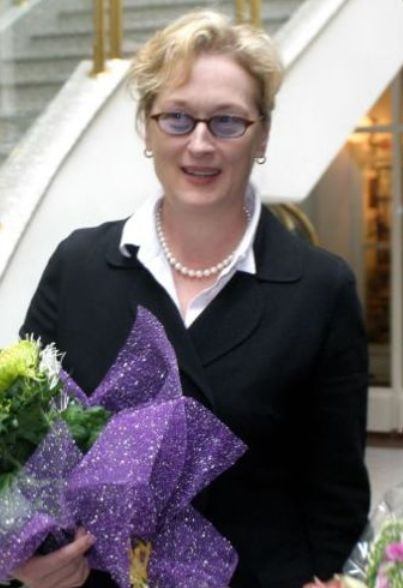
Meryl Streep (Julie & Julia), winnaar beste actrice in een komische of muzikale film

### Beste dramafilm
- The Hurt Locker
  - Bright Star
  - An Education
  - The Messenger
  - Precious
  - The Stoning of Soraya M.

### Beste komische of muzikale film
- Nine
  - Julie & Julia
  - The Informant!
  - A Serious Man
  - It's Complicated
  - Up in the Air

### Beste actrice in een dramafilm
- Shohreh Aghdashloo - The Stoning of Soraya M.
  - Emily Blunt - The Young Victoria
  - Abbie Cornish - Bright Star
  - Penélope Cruz - Broken Embraces
  - Carey Mulligan - An Education
  - Catalina Saavedra - La nana

### Beste acteur in een dramafilm
- Jeremy Renner - The Hurt Locker
  - Jeff Bridges - Crazy Heart
  - Hugh Dancy - Adam
  - Johnny Depp - Public Enemies
  - Colin Firth - A Single Man
  - Michael Sheen - The Damned United

### Beste actrice in een komische of muzikale film
- Meryl Streep - Julie & Julia
  - Sandra Bullock - The Proposal
  - Marion Cotillard - Nine
  - Zooey Deschanel - (500) Days of Summer
  - Katherine Heigl - The Ugly Truth

### Beste acteur in een komische of muzikale film
- Michael Stuhlbarg - A Serious Man
  - George Clooney - Up in the Air
  - Bradley Cooper - The Hangover
  - Matt Damon - The Informant!
  - Daniel Day-Lewis - Nine

### Beste actrice in een bijrol
- Mo'Nique - Precious
  - Emily Blunt - Sunshine Cleaning
  - Penélope Cruz - Nine
  - Anna Kendrick - Up in the Air
  - Mozhan Marnò - The Stoning of Soraya M.

### Beste acteur in een bijrol
- Christoph Waltz - Inglourious Basterds
  - Woody Harrelson - The Messenger
  - James McAvoy - The Last Station
  - Alfred Molina - An Education
  - Timothy Spall - The Damned United

### Beste niet-Engelstalige film
- Los abrazos rotos
- La nana
  - J'ai tué ma mère
  - Chìbì
  - Das weiße Band
  - Oorlogswinter

### Beste geanimeerde of mixed media film
- Fantastic Mr Fox
  - Cloudy with a Chance of Meatballs
  - Harry Potter and the Half-Blood Prince
  - The Princess and the Frog
  - Up
  - Where the Wild Things Are

### Beste documentaire
- Every Little Step
  - The Cove
  - It Might Get Could
  - The September Issue
  - The Beaches of Agnès
  - Valentino: The Last Emperor

### Beste regisseur
- Kathryn Bigelow - The Hurt Locker
  - Neill Blomkamp - District 9
  - Jane Campion - Bright Star
  - Lee Daniels - Precious
  - Rob Marshall - Nine
  - Lone Scherfig - An Education

### Beste originele script
- Scott Neustadter en Michael H. Weber - (500) Days of Summer
  - Mark Boal - The Hurt Locker
  - Jane Campion - Bright Star
  - Joel en Ethan Coen - A Serious Man
  - Bob Peterson en Pete Docter - Up

### Beste bewerkte script
- Geoffrey Fletcher - Precious
  - Neill Blomkamp en Terri Tatchell - District 9
  - Nick Hornby - An Education
  - Nora Ephron - Julie & Julia
  - Jason Reitman en Sheldon Turner - Up in the Air

### Beste filmsong
- “The Weary Kind” - Ryan Bingham en T-Bone Burnett uit Crazy Heart
  - “We Are the Children of the World” - Terry Gilliam uit The Imaginarium of Doctor Parnassus
  - “Cinema Italiano” - Maury Yeston uit Nine
  - "I Can See in Color” - Mary J. Blige uit Precious
  - ”Almost There” - Randy Newman uit The Princess and the Frog
  - "Down in New Orleans” - Randy Newman uit The Princess and the Frog

### Beste cinematografie
- Nine
  - Inglourious Basterds
  - It Might Get Loud
  - Public Enemies
  - Red Cliff
  - A Serious Man

### Beste visuele effecten
- 2012
  - District 9
  - Fantastic Mr Fox
  - The Imaginarium of Doctor Parnassus
  - Red Cliff
  - Transformers: Revenge of the Fallen

### Beste montage
- Chris Innis en Bob Murawski - The Hurt Locker
  - David Brenner - 2012
  - Greg Finton - It Might Get Loud
  - Angie Lam, Yang Hongyu en Robert A. Ferretti - Red Cliff
  - Claire Simpson en Wyatt Smith - Nine

### Beste geluidseffecten
- 2012
  - It Might Get Loud
  - Nine
  - Red Cliff
  - Terminator Salvation
  - Transformers: Revenge of the Fallen

### Beste artdirection
- A Single Man
  - The Imaginarium of Doctor Parnassus
  - Public Enemies
  - Red Cliff
  - The Road
  - 2012

## Televisie

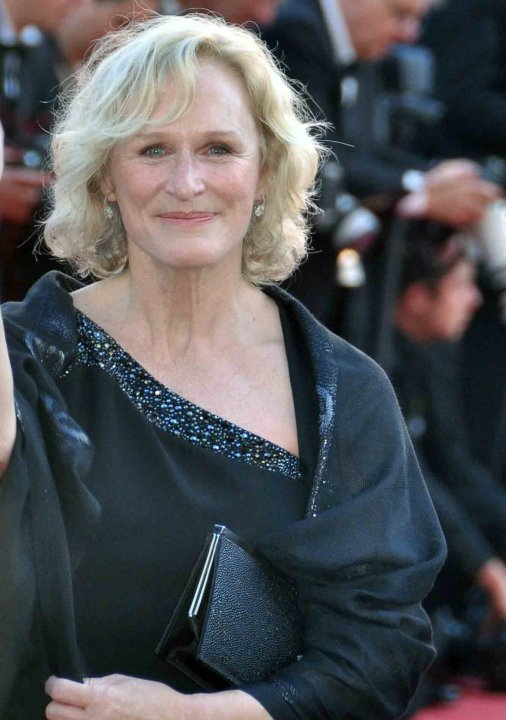
Glenn Close (Damages), winnaar beste actrice in een dramaserie

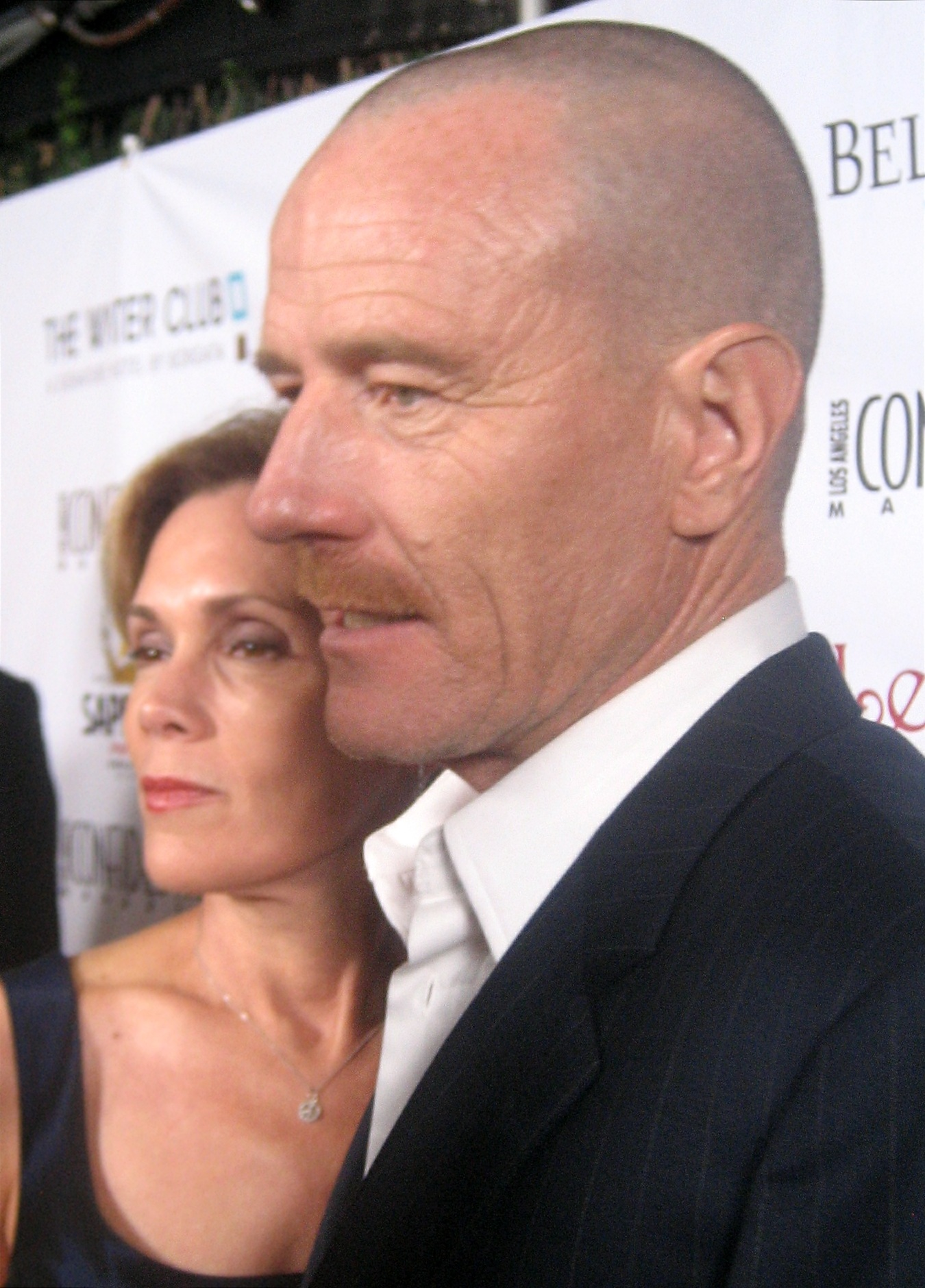
Bryan Cranston (Breaking Bad), winnaar beste acteur in een dramaserie

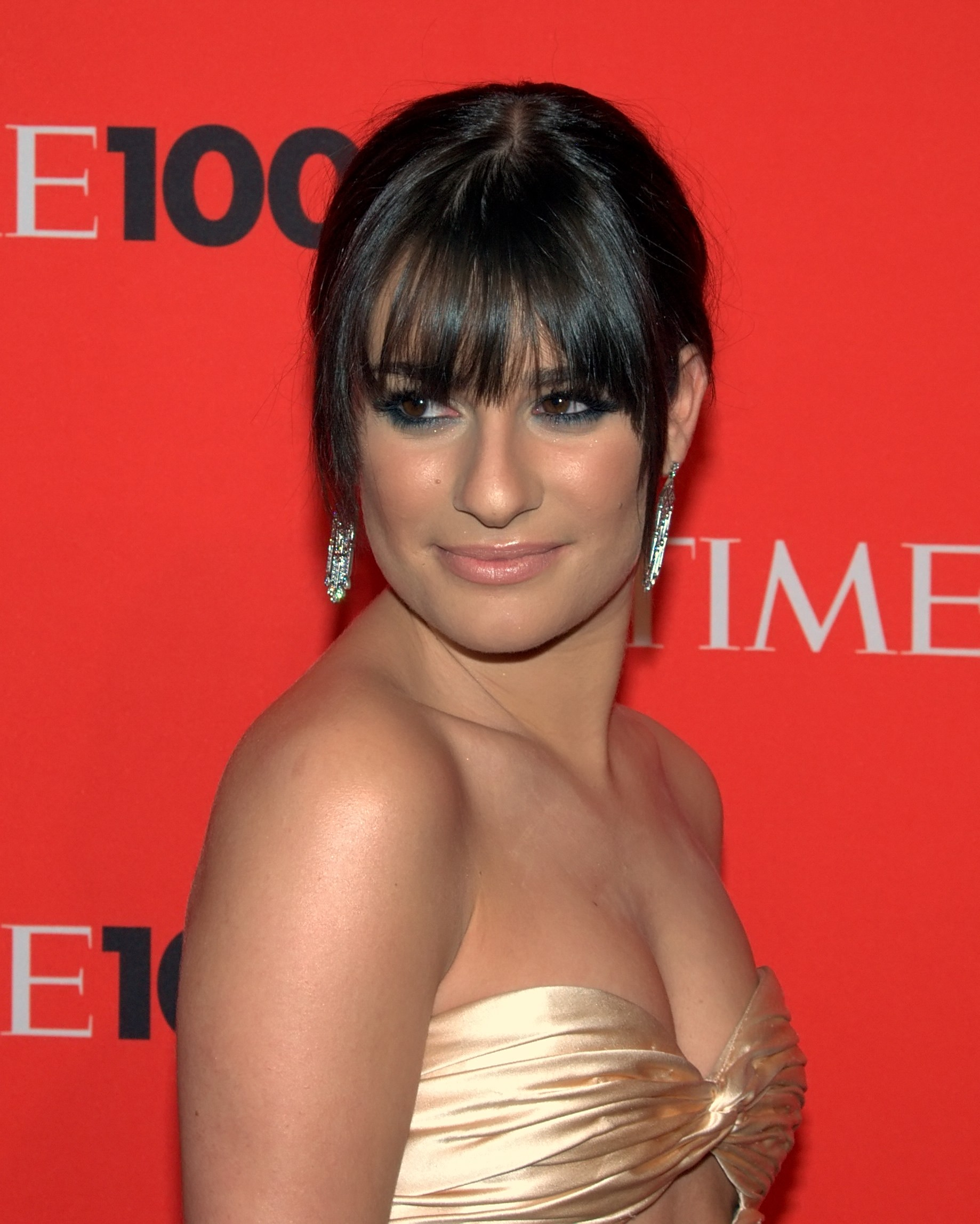
Lea Michele (Glee), winnaar beste actrice in een komische of muzikale serie

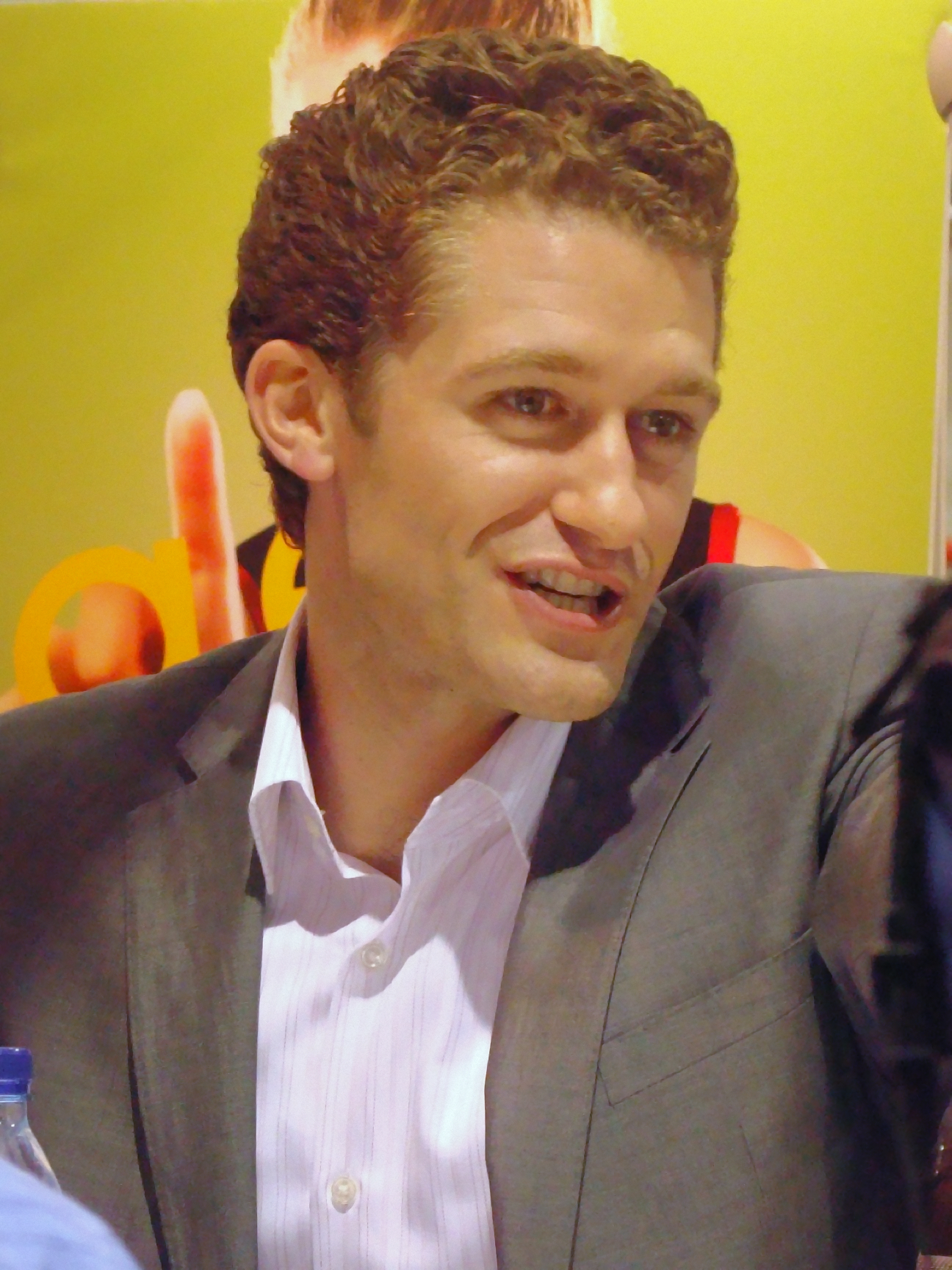
Matthew Morrison (Glee), winnaar beste acteur in een komische of muzikale serie

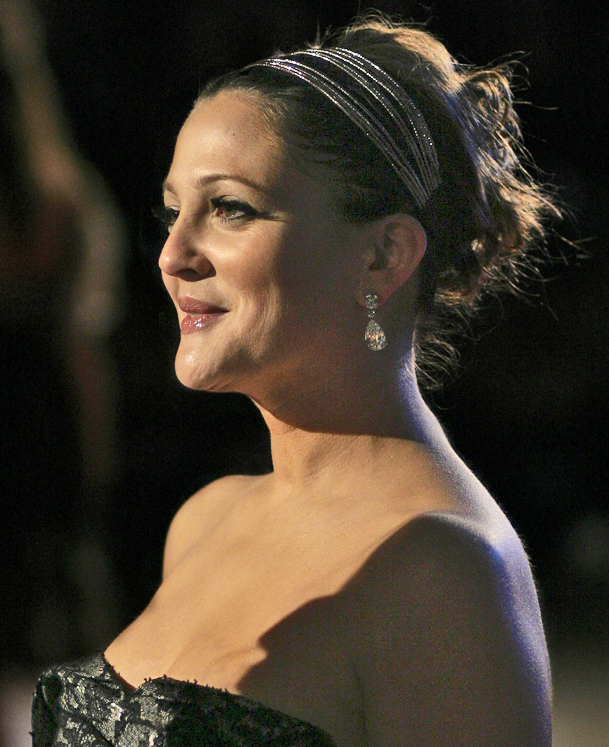
Drew Barrymore (Grey Gardens), winnaar beste actrice in een televisiefilm of miniserie

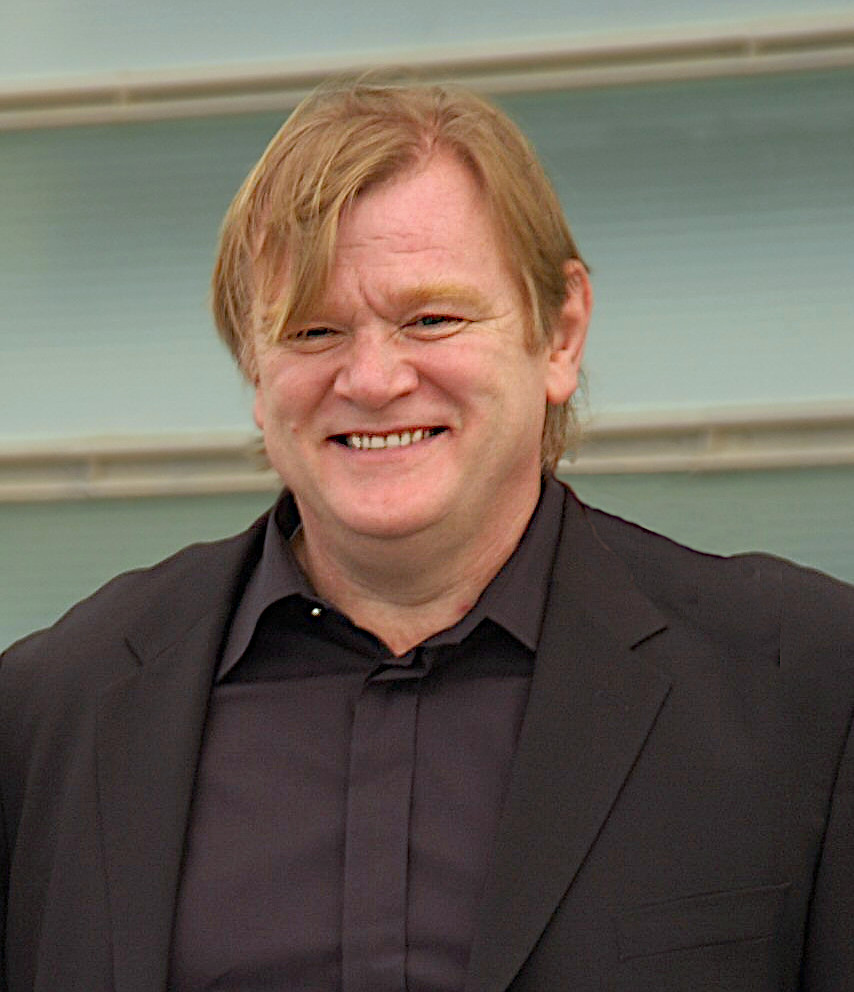
Brendan Gleeson (Into the Storm), winnaar beste acteur in een televisiefilm of miniserie

### Beste dramaserie
- Breaking Bad
  - In Treatment
  - Damages
  - Mad Men
  - Big Love
  - The Good Wife

### Beste komische of muzikale serie
- Glee
  - 30 Rock
  - Weeds
  - The Big Bang Theory
  - How I Met Your Mother
  - Flight of the Conchords

### Beste miniserie
- Little Dorrit
  - Collision
  - Diamonds
  - The Prisoner
  - Wallander

### Beste televisiefilm
- Grey Gardens
  - The Courageous Heart of Irena Sendler
  - Endgame
  - Into the Storm
  - Loving Leah
  - Taking Chance

### Beste actrice in een dramaserie
- Glenn Close - Damages
  - Stana Katic - Castle
  - Julianna Margulies - The Good Wife
  - Elisabeth Moss - Mad Men
  - Jill Scott - The No. 1 Ladies' Detective Agency

### Beste acteur in een dramaserie
- Bryan Cranston - Breaking Bad
  - Gabriel Byrne - In Treatment
  - Nathan Fillion - Castle
  - Jon Hamm - Mad Men
  - Lucian Msamati - The No. 1 Ladies' Detective Agency
  - Bill Paxton - Big Love

### Beste actrice in een komische of muzikale serie
- Lea Michele - Glee
  - Julie Bowen - Modern Family
  - Toni Collette - United States of Tara
  - Brooke Elliott - Drop Dead Diva
  - Edie Falco - Nurse Jackie
  - Tina Fey - 30 Rock
  - Mary-Louise Parker - Weeds

### Beste acteur in een komische of muzikale serie
- Matthew Morrison - Glee
  - Alec Baldwin - 30 Rock
  - Jemaine Clement - Flight of the Conchords
  - Stephen Colbert - The Colbert Report
  - Danny McBride - Eastbound & Down
  - Jim Parsons - The Big Bang Theory

### Beste actrice in een televisiefilm of miniserie
- Drew Barrymore - Grey Gardens
  - Lauren Ambrose - Loving Leah
  - Judy Davis - Diamonds
  - Jessica Lange - Grey Gardens
  - Janet McTeer - Into the Storm
  - Sigourney Weaver - Prayers for Bobby

### Beste acteur in een televisiefilm of miniserie
- Brendan Gleeson - Into the Storm
  - Kevin Bacon - Taking Chance
  - Kenneth Branagh - Wallander
  - William Hurt - Endgame
  - Jeremy Irons - Georgia O'Keeffe
  - Ian McKellen - The Prisoner

### Beste actrice in een bijrol in een serie, miniserie of televisiefilm
- Jane Lynch - Glee
  - Cherry Jones - 24
  - Judy Parfitt - Little Dorrit
  - Anika Noni Rose - The No. 1 Ladies' Detective Agency
  - Chloë Sevigny - Big Love
  - Vanessa Williams - Ugly Betty

### Beste acteur in een bijrol in een serie, miniserie of televisiefilm
- John Lithgow - Dexter
  - Chris Colfer - Glee
  - Tom Courtenay - Little Dorrit
  - Neil Patrick Harris - How I Met Your Mother
  - John Noble - Fringe
  - Harry Dean Stanton - Big Love